# Янтіс (Техас)
Янтіс (англ. Yantis) — місто (англ. town) в США, в окрузі Вуд штату Техас. Населення — 405 осіб (2020).

## Географія
Янтіс розташований за координатами 32°55′43″ пн. ш. 95°34′38″ зх. д. / 32.92861° пн. ш. 95.57722° зх. д. (32.928530, -95.577357).  За даними Бюро перепису населення США в 2010 році місто мало площу 4,83 км², з яких 4,77 км² — суходіл та 0,06 км² — водойми.

## Демографія
Згідно з переписом 2010 року, у місті мешкало 388 осіб у 154 домогосподарствах у складі 104 родин. Густота населення становила 80 осіб/км².  Було 177 помешкань (37/км²).
Расовий склад населення:
| - 93,3 % — білих - 1,5 % — корінних американців - 4,4 % — осіб інших рас |

До двох чи більше рас належало 0,8 %. Частка іспаномовних становила 12,4 % від усіх жителів.
За віковим діапазоном населення розподілялося таким чином: 26,8 % — особи молодші 18 років, 57,0 % — особи у віці 18—64 років, 16,2 % — особи у віці 65 років та старші. Медіана віку мешканця становила 38,0 року. На 100 осіб жіночої статі у місті припадало 96,0 чоловіків;  на 100 жінок у віці від 18 років та старших — 93,2 чоловіків також старших 18 років.
Середній дохід на одне домашнє господарство  становив 48 151 долар США (медіана — 38 854), а середній дохід на одну сім'ю — 53 943 долари (медіана — 44 444). Медіана доходів становила 36 458 доларів для чоловіків та 16 875 доларів для жінок. За межею бідності перебувало 12,1 % осіб, у тому числі 4,3 % дітей у віці до 18 років та 21,7 % осіб у віці 65 років та старших.
Цивільне працевлаштоване населення становило 195 осіб. Основні галузі зайнятості: освіта, охорона здоров'я та соціальна допомога — 19,5 %, транспорт — 13,3 %, публічна адміністрація — 12,3 %, виробництво — 11,8 %.